# Long Peak
Der Long Peak ist ein 1200 m hoher Berg aus blankem Fels im westantarktischen Ellsworthland. Er ragt 11 km ostnordöstlich des Mount Landolt im südöstlichen Teil der Sentinel Range des Ellsworthgebirges auf. Er gehört zu den Petvar Heights.
Der United States Geological Survey kartierte ihn anhand eigener Vermessungen und mithilfe von Luftaufnahmen der United States Navy aus den Jahren zwischen 1957 und 1959. Das Advisory Committee on Antarctic Names benannte ihn 1984 nach dem US-amerikanischen Mediziner James W. Long von der National Science Foundation, der über einen Zeitraum von zehn Jahren beratend in Gesundheitsfragen zum Aufenthalt in Antarktika tätig war.